# Rachunkowość rozwoju zrównoważonego
Rachunkowość rozwoju zrównoważonego przedsiębiorstwa (inaczej Rachunkowość zrównoważona przedsiębiorstwa; Rachunkowość w zrównoważonym rozwoju przedsiębiorstwa)

## Rozwój rachunkowości w koncepcji rozwoju zrównoważonego
Znaczenie rachunkowości w rozwoju zrównoważonym (rachunkowości zrównoważonej) zmieniło się w ciągu ostatnich dekad:
- od rachunkowości społecznej (w ujęciu makro i mikro), rachunkowości środowiskowej, przez rachunkowość odpowiedzialności społecznej, po rachunkowość na rzecz rozwoju zrównoważonego, przy jednoczesnym uwzględnieniu raportowania społecznego, raportowania środowiskowego czy raportowania odpowiedzialności społecznej[1];

- jest pojęciem ogólnym o szerokim i ewoluującym znaczeniu[2][3];
- istotną przesłankę rozwoju rachunkowości jest rosnące znaczenie sprawozdawczości ESG (w tym wpływ Dyrektywy w sprawie sprawozdawczości przedsiębiorstw w zakresie zrównoważonego rozwoju (Corporate Sustainability Reporting Directive, CSRD), sprawozdawczość ESG zgodnie z CSRD będzie obowiązkowa w ramach taksonomii UE).

## Rachunkowość rozwoju zrównoważonego a accountability
Rachunkowość rozwoju zrównoważonego może stanowić jeden z instrumentów accountability, który poprzez pomiar wyników dokonań przedsiębiorstwa wspiera rozrachunek z jego odpowiedzialności wobec interesariuszy zewnętrznych i wewnętrznych. Rachunkowość może bowiem integrować różne poziomy accountability poprzez sprzężenie wyników pomiaru ekonomicznego różnych osiągnięć związanych z realizacją zasad rozwoju zrównoważonego.

## Znaczenie rachunkowości rozwoju zrównoważonego
Rachunkowość rozwoju zrównoważonego (rachunkowość zrównoważona) to rachunkowość ukierunkowana na realizację zasad rozwoju zrównoważonego przedsiębiorstwa, o rozszerzonym zakresie przedmiotowym względem jej konwencjonalnego ujęcia. Całościowy charakter rachunkowości zrównoważonej oznacza, że uwzględnia ona determinanty polityki globalnej, makroekonomicznej i rynkowej, a jednocześnie potrzeby zarządzania danym przedsiębiorstwem. Znaczenie rachunkowości zrównoważonej należy postrzegać z perspektywy systematycznego rozszerzenia przedmiotu rachunkowości na potrzeby sprawozdawczości zewnętrznej, jak i potrzeby zarządcze przedsiębiorstwa. Obejmuje ona zatem rachunkowość konwencjonalną oraz rachunkowość aspektów oddziaływania społecznego i aspektów środowiskowych, które synergicznie wspierają przeprowadzenie rozrachunku z pełnej odpowiedzialności dotyczącej wpływu przedsiębiorstwa na otoczenie, pozwalając ocenić realizację zasad rozwoju zrównoważonego. Podstawową ideą rachunkowości zrównoważonej jest zatem integrowanie wyników gospodarczych ze społeczno-środowiskowymi działalności przedsiębiorstwa zrównoważonego.
Tym samym rachunkowość zrównoważona przedsiębiorstwa oznacza:
1) zintegrowany system ekonomicznego pomiaru aspektów gospodarczych, społecznych i środowiskowych, umożliwiający komunikację informacji i ujawnień o dokonaniach przedsiębiorstwa na rzecz rozwoju zrównoważonego kluczowym interesariuszom wewnętrznym i zewnętrznym przedsiębiorstwa;
2) narzędzie strategicznego zarządzania przedsiębiorstwem zrównoważonym, które poprzez pomiar wyników służy do oceny stopnia realizacji zasad rozwoju zrównoważonego jako podstawy rozrachunku z odpowiedzialności ekonomicznej, społecznej i środowiskowej przedsiębiorstwa, a także do komunikowania wyników tej realizacji poprzez:
- sprawozdawczość z dokonań wobec interesariuszy zewnętrznych,

- wielowymiarową prezentację wyników realizacji działań o charakterze operacyjnym i strategicznym wspierającą zarządzanie przedsiębiorstwem.

## Rachunkowość rozwoju zrównoważonego w świetle teorii rachunkowości
Założenia normatywnych teorii rachunkowości i pozytywnych teorii rachunkowości pozwalają na interpretację rozwoju rachunkowości rozwoju zrównoważonego /rachunkowości zrównoważonej.